# Viktor Emanuel I av Sardinien
Viktor Emanuel I, it. Vittorio Emanuele I, född 24 juli 1759, död 10 januari 1824, kung av Sardinien, av huset Savojen.

## Biografi
Viktor Emanuel I var andre son till Viktor Amadeus III av Sardinien och dennes hustru Maria Antoinetta av Spanien (dotter till Filip V). Som yngre son till kungen bar han titeln "hertig av Aosta".
När fransmännen 1798 ockuperade fastlandsdelen av Kungariket Sardinien, tog den kungliga familjen sin tillflykt till ön Sardinien, den enda delen av riket som fortfarande stod under deras kontroll. Viktor Emanuel stannade kvar där och residerade i Cagliari, medan hans äldre bror, kung Karl Emanuel IV, bosatte sig i Rom.
1802 abdikerade Karl Emanuel, och eftersom han inte hade några barn, blev Viktor Emanuel den nye kungen av Sardinien.
1814 upphörde den franska ockupationen, och kung Viktor Emanuel I av Sardinien kunde återvända till Turin, kungariket Sardiniens huvudstad; ett kungarike som blev ännu större när Wienkongressen följande år tillerkände Sardinien de områden som före den franska ockupationen hade tillhört den fria staden Genua.
Viktor Emanuels regim var enväldig och reaktionär; kungen vägrade att anta någon konstitution, stödde den katolska kyrkans krav på religiöst envälde och förföljde judar och andra kristna sekter. Till slut fick folket nog och reste sig 1821 i protest mot det kungliga tyranniet; Viktor Emanuel I fann då för gott att abdikera. Då han inte hade några söner, blev hans yngre bror Karl Felix hans efterträdare.

## Familj
Viktor Emanuel gifte sig 1789 med Maria Teresa av Österrike-Este, som var dotter till ärkehertig Ferdinand av Österrike-Este och hans hustru Maria Beatrix (den sista av huset Este).
Barn:
- Maria Beatrice (1792–1840) , som gifte sig med sin morbror Frans IV, hertig av Modena.
- Maria Adelaide Clotilde (1794–1802)
- Carlo Emanuele Vittorio (1796–1799)
- Maria Anna (1803–1884), tvilling, gift med kejsar Ferdinand I av Österrike.
- Maria Teresa (1803–1879), tvilling, gift med Karl II av Parma.
- Maria Christina (1812–1836), gift med Ferdinand II av Bägge Sicilierna.

## Jakobitisk tronpretendent
När Karl Emanuel dog 1819 ärvde Viktor Emanuel hans anspråk på den brittiska tronen; som jakobiternas rättmätige kung av England och Skottland benämndes han Victor I (sv. Viktor I). Det finns dock inga bevis för att Viktor Emanuel, lika lite som sin bror, någonsin offentligt gjorde anspråk på Storbritanniens tron. Vid Viktor Emanuels död ärvde hans äldsta dotter, Maria Beatrice, de jakobitiska tronanspråken. Alla följande jakobitiska tronpretendenter härstammar från Viktor Emanuel I.